# Grabensystem Tiefenriede
Grabensystem Tiefenriede este o arie protejată (arie specială de conservare — SAC, sit de importanță comunitară — SCI) din Germania întinsă pe o suprafață de 15,4 ha, integral pe uscat.

## Localizare
Centrul sitului Grabensystem Tiefenriede este situat la coordonatele 52°24′30″N 8°18′53″E / 52.4083°N 8.3147°E.

## Înființare
Situl Grabensystem Tiefenriede a fost declarat sit de importanță comunitară în martie 2001 pentru a proteja 2 specii de animale. Situl a fost protejat și ca arie specială de conservare în martie 2005.

## Biodiversitate
Situată în ecoregiunea atlantică, aria protejată nu include niciun habitat protejat.
La baza desemnării sitului se află mai multe specii protejate de  nevertebrate (2): Coenagrion mercuriale, Coenagrion ornatum.